# Xyletinus fucatus
Xyletinus fucatus är en skalbaggsart som beskrevs av Leconte 1865. Xyletinus fucatus ingår i släktet Xyletinus och familjen trägnagare. Inga underarter finns listade i Catalogue of Life.